# تكتيكات سلاح الفرسان

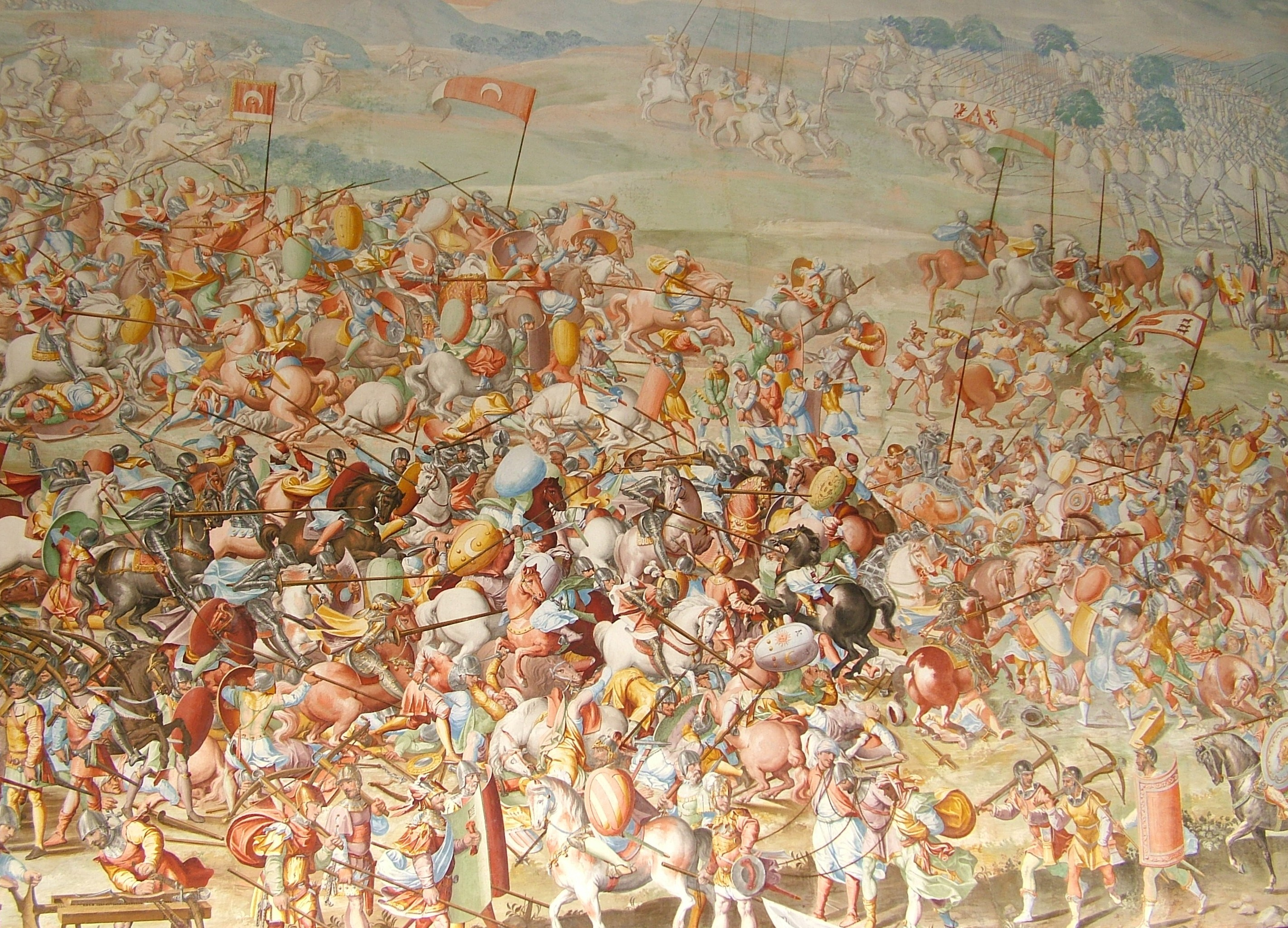

استخدم البشر عبر التاريخ في معظم حروبهم تشكيلات قتالية تماثل في فكرتها سلاح الفرسان، ونتيجة لذلك فقد تطورت تكتيكات سلاح الفرسان مع مرور الوقت. من الناحية التكتيكية، تفوق سلاح الفرسان على قوات المشاة بمزايا عدة منها القدرة الأكبر على الحركة والتأثير الأوسع والموقع الأعلى بالنسبة للخصم.

## الأسلاف
كان استخدام العجلة الحربية هو الأساس لإقحام الخيول في الحروب، إذ تفوقت خفة الحركة باعتلاء ظهر الخيول على مزية سرعة العجلة الحربية. وساهمت قدرة الخيالة على عبور الأراضي الوعرة بشدة في هذا التغيير. لذا حل الخيالة محل العجلات الحربية حتى الخفيفة منها. وفي حروب الكلت، استمر وجود العجلات الحربية الخفيفة ضمن قوات الخيالة، وذلك لقدرتها على نقل المقاتلين المسلحين بدروع ثقيلة، بالإضافة لدورها كمنصة قيادة متحركة.

## القتال فوق ظهر الخيل
في البداية، كانت الخيول تستخدم كوسيلة نقل، بسبب الاعتقاد بعدم فاعلية استخدام السلاح أثناء ركوب الخيل. فكان المشاة يمتطون الخيول إلى ساحة المعركة، ثم يترجلون للقتال. ولمدة طويلة من الزمن عمل كلٌ من الخيالة وراكبي العجلات الحربية جنبًا إلى جنب ضمن سلاح الفرسان.
وكانت أول حالة مسجلة لمقاتلين على ظهور الخيل هي للقبائل الإيرانية والتي ظهرت ضمن السجلات الآشورية التي تعود للقرن التاسع قبل الميلاد.
كان للقوات المغولية رماة بورياتيون، بهدف إمطار العدو بالسهام من مسافة آمنة. وقد كان التصويب من ظهر الخيل أكثر دقة منه في العجلات الحربية المهتزة، وهذا بعد اكتشاف أن أفضل وقت لإطلاق السهام كان أثناء ارتفاع جميع حوافر الحصان في الهواء. ومع ذلك، فكان يمكن للرماة في العجلات الحربية إطلاق السهام بشكل قد يكون أقوى.
وقد استخدم الفرسان الرماح الخفيفة كسلاح يتمتع بمدى قوي. ويسهل التعامل معها فوق ظهر الخيل. إذ يمكن حمل ما يصل لعشرة رماح، وفقًا لوزن الرمح. بالرغم من أن المدى الذي تصل إليه الرماح أقل من مدى الأقواس المركبة، لكنها كانت أكثر شيوعًا. وهذا بسبب كتلة السلاح الأقدر على اختراق الدروع، وبالتالي التسبب بإصابات مميتة أكثر. وقد استخدم سلاح الفرسان الخفيف والثقيل، مثلًا استخدمت مملكة نوميديا والمغول سلاح الفرسان الخفيف والثقيل الكاتافراكت «المدرع»، وسلاح الفرسان الكلتي والمملوكي خلال الحروب الصليبية. مثلما قلّد الإكوايتس «الفرسان» الرومان تدريبات الخيالة الكلت. ومن الأشياء المهمة التي اكتُسبت من الكلت رمي الرمح الخفيف بطريقة معكوسة من على ظهر الخيل، بشكل يماثل الرمية الفرثية بالنسبة لرمي السهام.
حسّنت الركاب والمهاميز من قدرة الخيالة على التصرف بسرعة وأمان خلال الاشتباكات والمناورات التي تتطلب خفة الحركة على الخيل، لكن وظيفتهم كانت موضع تشكيك؛ فقد كان أداء سلاح الفرسان القديم في الاشتباك جيدًا تمامًا دون وجودهم. وأظهرت إعادة التمثيل التاريخي المعاصرة أن الركاب والسرج غير ضروريين تمامًا للاستخدام الفعال للرمح، ما دحض الاعتقاد الذي كان سائدًا في السابق. كانت الحركة الحرة للخيال مهمة جدًا بالنسبة لسلاح الفرسان الخفيف للرمي والقتال بكافة الاتجاهات، واعتبر المعاصرون أن الركاب والمهاميز كانت تعيق هذا الهدف. وقد رفض سلاح الفرسان الأندلسي الخفيف استخدامهما حتى القرن الثاني عشر، ولم يستخدمهما التركويلي «الفرسان» البلطيق من فرسان تيوتون في معركة ليغنيستا (1241).
برز المغول في العصور الوسطى كمثال على الجمع بين الأسلحة وكفاءة قوات الفرسان. وبالنسبة لهم كان استخدام الركاب مهما للرماة ليستطيعوا التصويب أثناء وقوفهم. وهذا الوضع الجديد جعلهم قادرين على استخدام أقواس أكبر وأقوى من التي يستخدمها العدو.